# Lachende Erben
Lachende Erben è un film del 1933 diretto da Max Ophüls.

## Trama
Quando il vecchio commerciante di vini Bockelmann muore, i familiari, che hanno atteso a lungo la dipartita del ricco parente, entrano in agitazione venendo a conoscenza dei termini del testamento che nomina erede Peter Frank, il nipote di Bockelmann: per entrare in possesso dell'eredità, Peter dovrà astenersi dal bere qualsiasi bevanda alcolica per quattro intere settimane. In caso contrario, perderà tutto a favore degli altri parenti. Che ora cominciano a congetturare sul come far cadere in qualche modo nella trappola il fortunato Peter.

## Produzione
Il film fu prodotto dalla Universum Film (UFA).

## Distribuzione
Il film ottenne il visto di censura B.33230 - che ne vietava la visione ai minori - il 21 febbraio 1933.
Distribuito dalla Universum Film (UFA), uscì nelle sale cinematografiche tedesche presentato in prima il 6 marzo 1933 all'U.T. Kurfürstendamm di Berlino. Nello stesso anno, fu distribuito anche in Ungheria (10 maggio), Danimarca (19 giugno) e Stati Uniti (17 novembre).